# Нижньоозерне (Ілецький район)
Нижньоозе́рне (рос. Нижнеозёрное) — село у складі Ілецького району Оренбурзької області, Росія.

## Населення
Населення — 1519 осіб (2010; 1850 у 2002).
Національний склад (станом на 2002 рік):
- росіяни — 58 %
- татари — 40 %